# Рейковий автобус 630M
630M — рейковий автобус виробництва фірми PESA Bydgoszcz (Польща), призначений для перевезення пасажирів на малодіяльних приміських маршрутах, створений на основі рейкового автобуса 620М.

## Характеристики рейкового автобуса
Рейковий автобус складається з двох моторних вагонів, зчеплених між собою. Із обох сторін кожен вагон оснащений двома дверима із висувними східцями для посадки із низьких платформ. Конструкційна швидкість — 120 км/год. Вартість рейкового автобуса 630M складає 58 млн. грн.

## Експлуатація
У цей час рейкові автобуси 630М-001, 630M-002 які експлуатуються на території України, належать Львівській залізниці і використовуються як дизель-поїзди підвищеного комфорту на маршрутах Хмельницький — Вінниця і Гречани — Шепетівка, Здолбунів — Холм (Польща).
Також рейкові автобуси цієї серії закуповують Казахстанські залізниці (630М-003) та Литовські залізниці (630M-004, 630M-005, 630M-006).
З 26 травня 2013 року два склади експлуатуються на маршруті Мінськ - Вільнюс. При збільшеному пасажиропотоці використовуються в здвоєному варіанті.